# ناصر رضوان
ناصر رضوان (8 فبراير 1973 -) هو كاتب إسلامي مصري.

## حياته ونشأته
ولد الشيخ ناصر رضوان في 5 محرم 1393 هـ الموافق 8 فبراير 1973م في مدينة كوم حمادة بمحافظة البحيرة بجمهورية مصر العربية لأسرة مصرية ملتزمة دينيا. درس العلوم الشرعية على يد علماء مصر من مشايخ الدعوة السلفية بالإسكندرية ثم سافر إلى المملكة العربية السعودية وتلقى العلم على يد بعض المشايخ أبرزهم الشيخ عبد الله بن جبرين وآخرين.

## مسيرته
تخصص في الفرق والمذاهب والأديان وخصوصاً الرد على الشيعة الإمامية الإثنا عشرية والتصدي لها في كثير من دول العالم وأسس ائتلاف أحفاد الصحابة وآل البيت في مصر ويشغل منصب الأمين العام وهي المؤسسة التي كان لها دور بالغ في التصدي للشيعة في مصر والمطالبة بمنع السياحة الدينية الإيرانية إلى مصر ووقف القراء المصريين في البلاد الشيعية والقراء الذين أذنوا الآذان الشيعي مثل فرج الله الشاذلي وأحمد نعينع وغيرهم. له عدة مناظرات مع العديد من رموز الشيعة داخل مصر وخارجها عرض بعضها على بعض الفضائيات. يمتلك ويدير مكتبة ودار نشر الرضوان بمحافظة البحيرة والتي تخصصت في طباعة الكتب التي ترد على الشيعة وصدر عنها أكثر من 120 إصدارا طبع من بعضها أكثر من عشرة آلاف نسخة.

### جهوده
يعتبر الشيخ ناصر رضوان أول من يتخصص في الرد على الشيعة في مصر وكل من أتى بعده عيال عليه سواء على كتبه أو مقالاته أو إصدارات مكتبته مكتبة الرضوان التي تميزت بالوثائق المصورة من كتب الشيعة أنفسهم، وقد حاول الشيعة إستهدافه عدة مرات كما ذكر موقع العربية نت عندما حاول أحد عناصر الإستخبارات الإيرانية يحمل الجنسية العراقية ويدعي أمير جابر تصويره بكاميرا فيديو فما كان من الشيخ ناصر إلا أن حطم له الكاميرا وعندما سئل عن السبب قال : «مكتبتي متخصصة في الرد على بعض الشيعة الذين يسبون الصحابة وابطال شبهاتهم، واعتقد أن هذه الصور التي يلتقطها لي هي تدبير لمكيدة قد تنتهي باغتيال أو أي شئ آخر».

## مؤلفاته
1. احتفال وتمجيد علماء الشيعة لأبو لؤلؤة المجوسي قاتل أمير المؤمنين الفاروق عمر بن الخطاب ، قدم له الشيخ عبد العزيز الراجحي والشيخ ممدوح الحربي (مطبوع)
2. نيل المطالب في الأحاديث الضعيفة والباطلة والموضوعة في فضل علي بن أبي طالب ، قدم له الشيخ مصطفى العدوي (مخطوط)
3. الشيعة النواصب (مخطوط)
4. إضحك مع الشيعة (100 نكته ونكته من مرويات الشيعة الإمامية الإثنا عشرية) (مخطوط)
5. علي بن أبي طالب ، التقي النقي (مخطوط)
6. خطبة السلطان سليمان العلوي، تحقيق (مطبوع)
7. المنتخب في ذكر نسب قبائل العرب للمغيري - تحقيق (مطبوع)